# Kriens-Luzern-Bahn

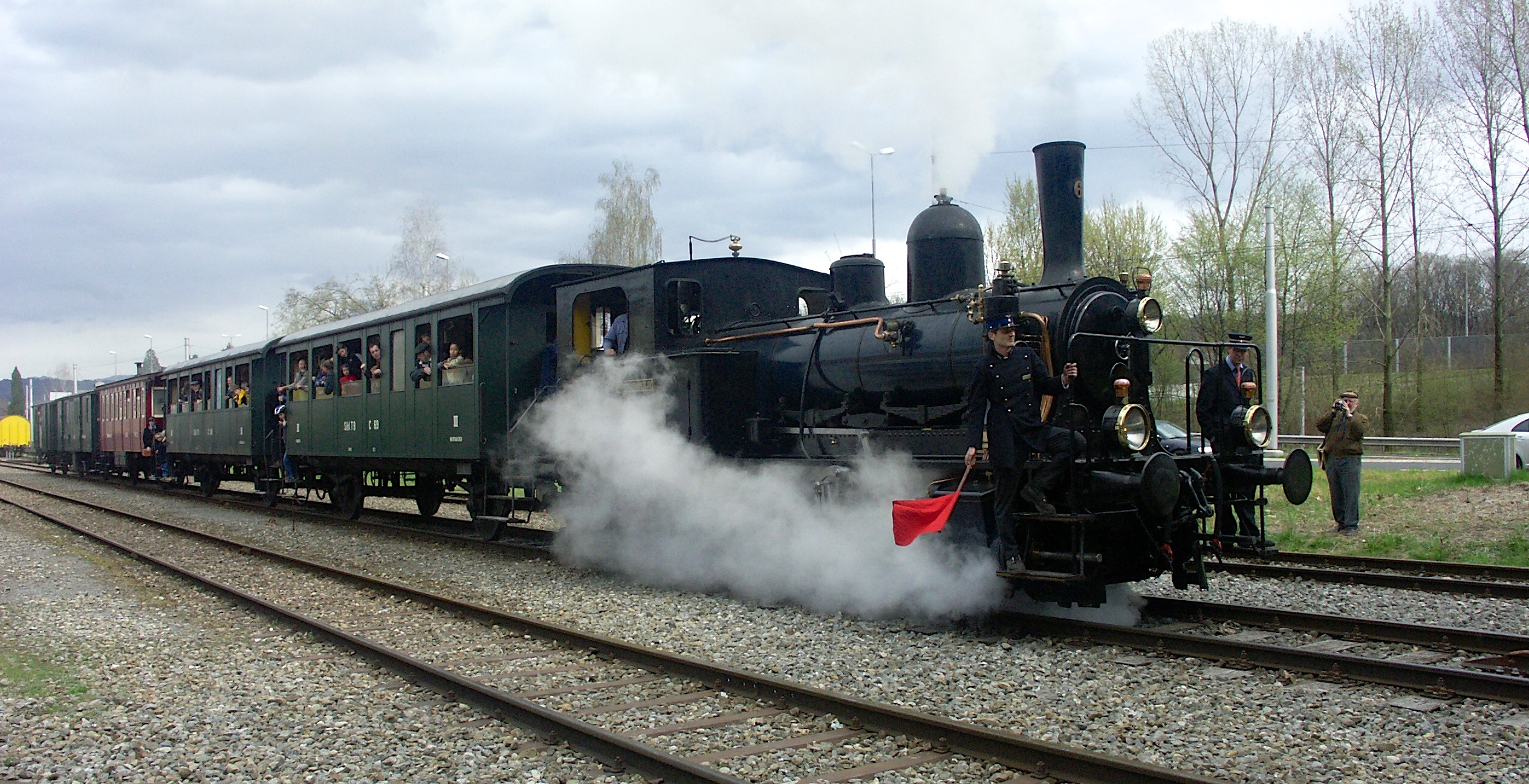
Kriens-Luzern-Bahn am 4. April 2004 auf der letzten Fahrt auf der Strecke Kupferhammer–Kriens bei der Spitzkehre Eichhof

Die Kriens-Luzern-Bahn (KLB) war eine Bahngesellschaft in der Agglomeration Luzern. Von 1898 bis 1997 war sie ein Betriebsteil der Verkehrsbetriebe Luzern (VBL), zuletzt wieder eine eigenständige Gesellschaft mit dem handelsrechtlichen Namen KLB-Betriebsgenossenschaft. Ab 1900 war die KLB eine normalspurige Güterbahn zur Bedienung der Standorte Rösslimatt, Kupferhammer und Kriens, einer Vorortsgemeinde von Luzern.

## Geschichte
Die KLB wurde am 25. Oktober 1886 als normalspurige Dampftrambahn zwischen Luzern Pilatusplatz und Kriens eröffnet. 1898 kaufte die Stadt Luzern die KLB auf und integrierte sie in die meterspurige, elektrisch betriebene Strassenbahn Luzern. Die Endstation in Kriens lag unmittelbar bei der Talstation der Sonnenbergbahn. Der normalspurige Personenverkehr mit Dampftramwaylokomotiven endete am 2. September 1900. Für den Güterverkehr wurde zwischen Kriens und Eichhof die Normalspur in Form eines Dreischienengleises beibehalten. Beim Eichhof baute die KLB 1897 ein kurzes Verbindungsstück zur Brünigbahn und richtete ab Eichwald zum Bahnhof Luzern ein Vierschienengleis (aussen Normalspur, innen Meterspur der Brünigbahn) ein. Ab 1926 wickelte die KLB den Güterverkehr mit einer von der Wohlen-Meisterschwanden-Bahn übernommenen Elektrolokomotive (Ee 4/4 1) mit Gleichstrom (600 Volt) unter der Tramfahrleitung ab. Die Zugförderung auf dem Abschnitt Luzern–Eichwald übernahmen die Schweizerische Bundesbahnen (SBB).
1961 wurde der Trambetrieb in Luzern eingestellt und durch den Trolleybus Luzern ersetzt. 1968 gab die KLB deshalb auch den elektrischen Betrieb der Güterbahn auf und kaufte die Diesellokomotive V34 von der Jülicher Kreisbahn. 1973 musste im Zuge des Autobahnbaus der Anschlusspunkt vom Eichwald in die Rösslimatt verlegt und das Vierschienengleis entsprechend verlängert werden. 1979 erforderte der steigende Güterverkehr die Anschaffung einer vierachsigen Diesellokomotive. Des günstigen Preises wegen wurde die Lokomotive Em 4/4 35 in Rumänien gekauft, was sich in der Folge als recht teure Sparmassnahme erwies, weil zahlreiche Reparaturen mit Anmietung von Ersatzlokomotiven erforderlich waren.
Die Güterbahn stellte einen Fremdkörper innerhalb der Verkehrsbetriebe Luzern dar, weshalb sie 1997 an die KLB-Betriebsgenossenschaft verkauft und die Konzession auf diese übertragen wurde. 1998 entliess der Bundesrat die Strecke Kupferhammer–Kriens aus der Konzession; das Gleis existierte noch als selten genutztes Anschlussgleis weiter, bis es 2004 der Strassensanierung weichen musste. Die KLB-Betriebsgenossenschaft übernahm die rumänische Diesellok nicht, sondern beschaffte selbst ein Zweiweg-Rangierfahrzeug vom Typ «Lok D 14.240» von der Belloli SA in Grono.
Die Weiterführung des Vierschienengleises von der Rösslimatt bis Horw wurde als privates Anschlussgleis finanziert und gebaut, hatte also mit der KLB direkt nichts zu tun; es bestanden aber einige personelle Verflechtungen. Es dürfte sich dabei übrigens um eine rechtlich einmalige Konstruktion gehandelt haben (privates normalspuriges Anschlussgleis auf konzessionierter meterspuriger Bahntrassee).
Auf Ende 2009 wurde die Konzession der KLB auf die Zentralbahn (ZB) übertragen und auf eine Normalspurverbindung Luzern–Horw abgeändert. Dazu übernahm die ZB von der Industrie-Geleise-Genossenschaft Horw-Kriens das Vierschienengleis Rösslimatt–Horw. Die im Kupferhammer noch verbliebenen Güterverkehre wurden im Wesentlichen nach Horw umgelegt. Die KLB-Betriebsgenossenschaft begann am 31. Dezember 2009 ihre Liquidation. Am 8. November 2012 fuhr der letzte Zug auf der Strecke Luzern–Eichwald–Rösslimatt; ab dem 12. November wurde die neue doppelspurige Tunnelstrecke Luzern–Kriens Mattenhof in Betrieb genommen, die mit einem Dreischienengleis für den Güterverkehr nach Horw ausgerüstet ist. Damit verschwanden die letzten Anlagen der KLB.

## Rollmaterial
| Baureihe           | Baureihe           | Hersteller         | Baujahr            | Herkunft           | Stückzahl          | Stückzahl          | Ausrangiert        | Bemerkungen                                |                    |
| Serie              | Nummern            | Hersteller         | Baujahr            | Herkunft           | total              | heute              | Ausrangiert        | Bemerkungen                                |                    |
| Rangierlokomotiven | Rangierlokomotiven | Rangierlokomotiven | Rangierlokomotiven | Rangierlokomotiven | Rangierlokomotiven | Rangierlokomotiven | Rangierlokomotiven | Rangierlokomotiven                         | Rangierlokomotiven |
| ------------------ | ------------------ | ------------------ | ------------------ | ------------------ | ------------------ | ------------------ | ------------------ | ------------------------------------------ | ------------------ |
| Ee 4/4             | 1                  | AEG                | 1917               | WM (1926)          | 1                  | 0                  | 1968               | ex Ee 4/4 51                               |                    |
| Em 2/2             | 1                  | MaK                | 1965               | JKB (1968)         | 1                  | 0                  | 1979               | ex V 34; an Papierfabrik Biberist verkauft |                    |
| Em 4/4             | 35                 | FAUR               | 1979               |                    | 1                  | 0                  | 1998               | an Lok Service Burkhardt verkauft          |                    |
| Tm                 | 36                 | Belloli            | 1998               |                    | 1                  | 0                  | 2007               | «Zephir»; an Josef Meyer Waggon verkauft   |                    |